# C7orf57
C7orf57 (англ. Chromosome 7 open reading frame 57) – білок, який кодується однойменним геном, розташованим у людей на 7-й хромосомі. Довжина поліпептидного ланцюга білка становить 295 амінокислот, а молекулярна маса — 32 846.
| 10         |  | 20         |  | 30         |  | 40         |  | 50         |
| ---------- |  | ---------- |  | ---------- |  | ---------- |  | ---------- |
| MRNTSKELQG |  | ATHRYAPCDW |  | YYHVPVKRSE |  | KAVDAPPASQ |  | IPGLSNLGDS |
| HSENLPGTRR |  | YWIKETDSEY |  | VKLAKQGGRP |  | DLLKHFAPGT |  | RKGSPVAYSL |
| PDWYIHHSKP |  | PTASQQEVRA |  | VSMPDYMVHE |  | EFNPDQANGS |  | YASRRGPFDF |
| DMKTVWQREA |  | EELEKEKKKL |  | RLPAIDSKYL |  | SKAGTPLGPK |  | NPAGSRLSFP |
| PVPGQKNSSP |  | TNFSKLISNG |  | YKDEWLQQQQ |  | RADSDKRTPK |  | TSRASVLSQS |
| PRDLEGPQDA |  | ARLQDAEASE |  | GPEDTPESSQ |  | SPEESVSAST |  | PAELK      |

A: Аланін

C: Цистеїн

D: Аспарагінова кислота

E: Глутамінова кислота

F: Фенілаланін

G: Гліцин

H: Гістидин

I: Ізолейцин

K: Лізин

L: Лейцин

M: Метіонін

N: Аспарагін

P: Пролін

Q: Глутамін

R: Аргінін

S: Серин

T: Треонін

V: Валін

W: Триптофан

Кодований геном білок за функцією належить до фосфопротеїнів. 
Задіяний у такому біологічному процесі, як альтернативний сплайсинг. 